# Соснові (порядок)
Соснові[джерело?], сосни (Pinales) — порядок хвойних рослин, що налічує 7 сучасних родин, 56 родів та близько 600 сучасних видів.

## Класифікація
Порядок включає 7 сучасних родин:
- Pinales
  - Араукарієві (Araucariaceae) — (представник — араукарія)
  - Головчато-тисові (Cephalotaxaceae)
  - Кипарисові (Cupressaceae) — (кипарис, туя, ялівець, секвоя)
  - Соснові (Pinaceae) — (сосна, ялина, ялиця, модрина, кедр)
  - Подокарпові (Podocarpaceae)
  - Сціадопітисові (Sciadopityaceae)
  - Тисові (Taxaceae) — (тис ягідний)